# Rik Van Aerschot
Rik Van Aerschot (Scherpenheuvel, 18 oktober 1928 - Liedekerke, 15 januari 2012) was een Belgisch advocaat, bestuurder en hoogleraar.

## Levensloop

### Carrière
Van Aerschot promoveerde tot doctor in de rechten aan de Katholieke Universiteit Leuven en voltooide zijn legerdienst als reserveofficier. Hij begon zijn carrière in de overheidssector om in april 1964 over te stappen naar verzekeringsgroep Josi, waar hij tot 1989 werkte. Hij begon er onderaan de ladder om uiteindelijk op te klimmen tot algemeen adviseur en bestuurder.
In 1995 kwam hij aan het hoofd van inspectiebedrijf AIB-Vinçotte te staan. Aanvankelijk volgde hij tijdelijk Daniel Le Grelle op, maar hij bleef aan het hoofd tot december 2006.
Hij was ook:
- regent van de Nationale Bank van België (tot 1995),
- voorzitter van de raad van bestuur van de Patronale Hypotheekmaatschappij,
- voorzitter van de raad van bestuur van de Patronale Life.

Hij volgde in 1990 Herman Corijn op als voorzitter van de raad van bestuur van de Vrije Universiteit Brussel, een universiteit waar hij ook buitengewoon hoogleraar aan de faculteit Rechten was. Hij doceerde er verbintenissenrecht. Eddy Van Gelder volgde hem in 2002 als voorzitter op. Vanaf 2003 was Van Aerschot erevoorzitter.

### Verenigingen
Van Aerschot was, onder meer:
- grootmeester van de Grootloge van België,
- voorzitter van het Humanistisch Verbond,
- bestuurder van het Vlaams Economisch Verbond,
- voorzitter van de wetenschappelijke raad van de Stichting Auschwitz,
- bestuurder van de Stichting Koningin Paola,
- secretaris-raadgever van de Orde van den Prince (1969-1974),
- voorzitter van de CVP-afdeling van Vilvoorde (1967-1971),
- nationaal penningmeester van de PVV,
- algemeen voorzitter van de Bond van Vlaamse Reserveofficieren (BVRO).

In 1992 behoorde hij tot het 'Comité van Wijzen' (met Lucienne Herman-Michielsens, Willy De Clercq, Frans Grootjans en Albert Maertens) dat tot doel had 'erover te waken dat het vrijzinnige ideeëngoed van de oude PVV niet zou verdunnen in de VLD'.

### Prins Laurent
Rik Van Aerschot werd de mentor van prins Laurent genoemd en ijverde voor een dotatie aan de prins. Hij was een getuige bij het kerkelijk huwelijk van prins Laurent met Claire Coombs op 12 april 2003.
Hij was ook afgevaardigd bestuurder van het Koninklijk Instituut voor het Duurzame Beheer van de Natuurlijke Rijkdommen en de Bevordering van Schone Technologie (KINT) en bestuurder van andere vennootschappen van prins Laurent, waaronder Renewable Energy Construct Arlon 67.

## Publicaties
- Co-auteur van De kinderen van de weduwe, Roulartabooks, Roeselare, 1994 en 2010.
- Hij schreef de inleiding bij het boek van prins Laurent, De hond als gids: in de kunst en in de stad, Gemeentekrediet, Brussel, 1996.